# (5933) Kemurdzhian
(5933) Kemurdzhian (1976 QN) – planetoida z pasa głównego asteroid okrążająca Słońce w ciągu 3,17 lat w średniej odległości 2,16 j.a. Odkryta 26 sierpnia 1976 roku.